# David Niven
David Niven, celým jménem James David Graham Niven (1. března 1910 Londýn – 29. července 1983 Château-d’Œx) byl britský herec a voják.

## Život a kariéra
Nejprve studoval na Královské vojenské akademii v Sandhurstu, kde si osvojil uhlazené a džentlmenské chování a vystupování důstojníka. Nicméně po ukončení školy v britské armádě vydržel pouze dva roky. Poté utekl do USA, kde se zpočátku živil různými pomocnými pracemi a povoláními. Vystupoval také v americkém rodeu až posléze v roce 1934 definitivně a již natrvalo zakotvil v Hollywoodu.
Jeho filmová kariéra započala již v roce 1932, kde poprvé účinkoval coby komparsista v holywoodském westernu. Po několika dalších epizodních rolích přišla v roce 1936 první větší role u Warner Bros. Ve snímku Útok lehké kavalerie, kde si zahrál spolu se svým osobním přítelem Errolem Flynnem. Jeho herecká kariéra a popularita postupně stoupala.
Po vyhlášení 2. světové války se vrátil domů do Anglie aby sloužil v britské armádě. Sloužil, mimo jiné, též v armádním filmu. Při přípravě vylodění v Normandii sloužil jako styčný důstojník mezi britskými a americkými jednotkami. Několik dnů po dni „D“ se vylodil v Normandii a sloužil u speciálních zpravodajských jednotek. Po válce, kterou ukončil v hodnosti podplukovníka, byl osobně vyznamenán generálem Dwightem Eisenhowerem, obdržel vysoké americké státní vyznamenání Legion of Merit.
Přestože během 2. světové války natočil jen dvě nevýznamné role, byl ve Velké Británii velice populární. Po válce jeho úspěšná herecká kariéra nadále stoupala. V roce 1958 získal cenu Americké filmové akademie Oscar za roli ve snímku Oddělené stoly.
Zemřel v roce 1983 na amyotrofickou laterální sklerózu.